# Перемога (зупинний пункт)
Перемо́га — пасажирський залізничний зупинний пункт Одеської дирекції Одеської залізниці на лінії Чорноморська — Одеса-Головна.
Розташований у селі Переможне, Лиманський район, Одеської області між станціями Кремидівка (5 км) та Кулиндорове (6 км).
На платформі зупиняються приміські поїзди.